# Sandouville
Sandouville – miejscowość i gmina we Francji, w regionie Normandia, w departamencie Sekwana Nadmorska.
Według danych na rok 1990 gminę zamieszkiwały 703 osoby, a gęstość zaludnienia wynosiła 47 osób/km² (wśród 1421 gmin Górnej Normandii Sandouville plasuje się na 339. miejscu pod względem liczby ludności, natomiast pod względem powierzchni na miejscu 140.).
W Sandouville mieści się fabryka samochodów Renault, w której produkowane były modele m.in. Renault Laguna i Renault Vel Satis, a obecnie Renault Trafic.